# Werner Habiger
Werner Habiger (Bad Rappenau, 3 de noviembre de 1957-Heilbronn, 4 de marzo de 2016) fue un futbolista alemán que jugaba en la demarcación de defensa. 

## Biografía
Debutó como futbolista en 1975 con el primer equipo del VfR Heilbronn a la edad de 18 años, ascendiendo en su primera temporada de la Verbandsliga a la Oberliga Baden-Württemberg. Después de seis años y 127 partidos jugados, en la temporada 1981-82, fue traspasado al VfB Stuttgart de la Bundesliga. Su debut profesional se produjo el 17 de octubre de 1981 en un partido contra el MSV Duisburgo que finalizó con un resultado de 2-1. Jugó durante dos temporadas en el club en la máxima categoría del fútbol alemán, cosechando un total de 29 partidos y un gol. En el verano de 1983 se trasladó al 1. FC Nürnberg, con el que jugó 18 partidos. Posteriormente jugó también para el Offenburger FV y para el VfB Eppingen, equipo en el que se retiró. Tras su retiro de los terrenos de juego ejerció el cargo de entrenador en el VfB Eppingen para la temporada 2007-2008, y para el FC Union Heilbronn desde 2013 hasta la fecha de su muerte.
Falleció el 4 de marzo de 2016 a los 58 años de edad.

## Clubes
| Club           | País     | Año         | Partidos | Goles |
| -------------- | -------- | ----------- | -------- | ----- |
| VfR Heilbronn  | Alemania | 1975 - 1981 | 127      | 28    |
| VfB Stuttgart  | Alemania | 1981 - 1983 | 29       | 1     |
| 1. FC Nürnberg | Alemania | 1983 - 1984 | 18       | 0     |
| Offenburger FV | Alemania | 1984 - 1985 |          |       |
| VfB Eppingen   | Alemania | 1985 - 1986 |          |       |